# Бариста
Бари́ста (итал. barista — бармен; человек, работающий за барной стойкой) — работник общепита, готовящий кофе эспрессо и напитки на его основе при помощи рожковой кофемашины.

## История
Профессия бариста как мастера по приготовлению кофе на эспрессо-машине родилась в Италии, на родине эспрессо, а затем стала известной в США благодаря Говарду Шульцу, владельцу компании Starbucks. В одной из своих поездок в Италию он был сильно очарован местными бариста. Он снял их работу на фото и видео и, приехав домой, внедрил стиль бариста в своей сети кофеен. Постепенно интерес к бариста стал повышаться.
Применительно к России так получилось, что, в отличие от Италии и Европы в целом, бариста занимается исключительно кофейным искусством, а не приготовлением алкогольных напитков, как бармен. В европейских странах бариста может быть как барменом и кофеваром, так и собственно владельцем кофейни.
Также иногда бариста (в Италии именно так и есть) может выполнять одновременно обязанности официанта, посудомойщика и уборщика.
На западе, и особенно на родине бариста в Италии, исторически сложилось, что ряды мастеров-кофеваров в основном состоят из представителей мужского пола, потому что там данная деятельность является очень уважаемой и приносит немалый доход. В России и прилегающих государствах подавляющее большинство бариста — женщины. Такое соотношение объясняется, помимо традиции, и возрастными рамками: возраст бариста в России — 18—24 года, а на Западе люди становятся бариста после 30—35 лет, накопив значительный опыт и рассматривая своё поприще как призвание, а не как временный источник средств к существованию.

## Обязанности бариста
- От настоящего бариста требуется знание правил приготовления кофе[7][8][9][10][11][12][13][14]:
  - всестороннее понимание кофейных смесей: знание сортов кофе, мест произрастания зёрен, ароматов, характерных для определённой степени обжарки зёрен;
  - знание и умение оценивать оттенки вкуса;
  - умение приготовить до 40 видов кофе (капучино, латте, ристретто и другие);
  - умение балансировать в течение дня помол, температуру воды, давление в кофемашине, количество кофе в расчёте на одну чашку, силу утрамбовывания и время прохождения воды;
  - умение рисовать на кофейной пенке (искусство латте-арт).
- Не менее важными для бариста являются и личные качества[10][11][12][13][15]:
  - коммуникабельность и терпение. Ведь специалисту по кофе приходится всё время общаться с людьми, индивидуально подходя к каждому гостю. Бариста можно сравнить с артистом, работающим на публику. Хороший бариста знает вкусы и предпочтения своих клиентов и с помощью наводящих вопросов может легко выявить предпочтения любого человека. Кстати, существенную часть дохода бариста составляют чаевые, поэтому умение расположить к себе гостя, найти подход к каждому посетителю, удовлетворить вкусы и пожелания клиента выгодно не только для заведения, в котором трудится специалист по кофе, но и, в первую очередь, для него самого;
  - доброжелательность и приветливость. Бариста должен всегда помнить, что благоприятную атмосферу в любом заведении создаёт доброжелательная улыбка;
  - ответственность, то есть неизменное соблюдение профессиональной этики, предполагающей неизменно высокое качество напитка;
  - эстетические способности, то есть умение изящно оформлять и подавать напиток.

Высшей ступенью в карьерной лестнице бариста является позиция кофе-мастера. Это своего рода «доктор кофейных наук», обладающий тонким вкусом. Такому человеку известно всё о предлагаемом им продукте. Иногда приходится ежедневно дегустировать до 300 шотов (маленькие чашки по 50 мл), чтобы представить вниманию гостей только высококачественный эспрессо.

## Профессиональная подготовка
Как правило, профессия бариста осваивается на рабочем месте, на курсах, проводимых соответствующим заведением общественного питания. Также различные ассоциации и союзы барменов и бариста, как независимые, создаваемые отдельными профессионалами, так и созданные различными кофейно-ресторанными компаниями, проводят обучение в собственных образовательных центрах и на площадках профессиональных лицеев.

### Учебные заведения
В России
В Санкт-Петербурге подготовкой бариста занимаются:
- учебные центры: «Школа Бариста» на базе Северо-Западной Кофейной Компании, «Институт кофе и чая», Академия кофейного искусства;
- ассоциации: Российское отделение SCAE, Петербургская ассоциация барменов;
- из аккредитованных образовательных учреждений: Санкт-Петербургский экономико-технологический колледж, Балтийский институт туризма[16].

В Красноярске подготовка бариста осуществляется как в учебном центре Сибирской ассоциации гостеприимства, так и в Профессиональном лицее № 11 и на базе образования бармена в Ресурсном центре Сибирского профессионального лицея № 18.
За рубежом
За пределами России обучение проводится в основном при участии SCAE и SCAA. В Европе: в Великобритании — Кофейным обществом и Лондонской школой кофе, в Германии — Берлинской школой кофе, в Италии — Школой «9Бар», в Испании — Испанский кофейный институт, В Северной Америке: в США — Американская школа бариста и кофе, Кофейная школа «BEST»(Barista Education Specialty Training), Эспрессо-наставник (EspressoTrainer.com), Кофе и Эспрессо Бар «ДжиПи» (JP’s Coffee & Espresso Bar), Обжаренные сплетни (Klatch Roasting), в Канаде — Канадская академия бариста и кофе.
Кроме того, некоммерческая организация FareStart, занимающаяся социальными программами помощи бездомным и безработным, проводит, среди прочих направлений, обучение бездомной молодёжи профессии бариста, причём 60 % выпускников потом находят работу.

## Соревнования бариста
Каждый год под эгидой SCAE и SCAA (Specialty Coffee Association of Europe и Specialty Coffee Association of America) проводятся профессиональные чемпионаты по кофейному мастерству. Основной чемпионат для бариста — это World Barista Championship. В каждой стране проводятся региональные и национальные чемпионаты для того, чтобы выбрать лучшего бариста, который будет представлять свою страну на мировом чемпионате. Место проведения WBC чередуется между Америкой и Европой. Он проводится каждый год. Обычно совместно с WBC проводятся мировые чемпионаты по Кофе-Алкоголю, Каптестингу, Кофе в турке (Ибрик) и Латте-арт. В каждом из этих чемпионатов могут принимать участие бариста, представляющие свои страны (по одному от страны). Представители России в различные годы выигрывали чемпионаты Кофе-Алкоголь, Каптестинг и первый мировой чемпионат Кофе в турке. На чемпионатах бариста, отборочных к WBC, участнику необходимо за 15 минут приготовить три вида кофе в четырёх вариантах каждый для строгого жюри — 12 напитков: 4 эспрессо, 4 капучино и 4 авторских напитка обязательно на основе эспрессо (без алкоголя и это не должен быть десерт). Оценка же обычно выставляется по двум параметрам: участника судят судьи техники (оценивая технические навыки, умение работать на эспрессо-машине, с зерном и кофемолкой, правильность трамбовки и дозировки — первый параметр) и судьи вкуса (оценка вкусовых характеристик напитков, соответствия представленному участником описанию — второй параметр).